# Shinichi Yamaoka
Shinichi Yamaoka  (Japans: 山岡 慎) (Kioto, 19 januari 1894 - ?) was een Japans atleet. Hij nam deel aan de Olympische Zomerspelen van 1920 in Antwerpen.

## Belangrijkste resultaten

### Olympische Zomerspelen
| Jaar | Plaats    | Discipline | Onderdeel | Resultaat                  |
| ---- | --------- | ---------- | --------- | -------------------------- |
| 1920 | Antwerpen | Atletiek   | 100 m (m) | eerste ronde: 4e (reeks 8) |
| 1920 | Antwerpen | Atletiek   | 200 m (m) | eerste ronde: 4e (reeks 1) |
| 1920 | Antwerpen | Atletiek   | 400 m (m) | DNS                        |